# Xibe jezik
Xibe jezik (ISO 639-3: sjo; sibe, sibin, sibo, xibo), altajski jezik jugozapadne tunguske podskupine, kojim govori oko 30 000 ljudi (2000 J. An) od 188 824 etnička pripadnika (2000 popis) istoimenog naroda Xibe u kineskoj autonomnoj regiji Xinjiang Uygur.
Xibe je jedan od službenih regionalnih jezika pa govore i tamošnji Kinezi, Ujguri i Kazasi. Piše se mongolskim pismom, stilom sibe. Uči se u osnovnim školama; novine, radio programi.

## Vanjske poveznice
- Ethnologue (14th)
- Ethnologue (15th)